# Microcotylidae
I Microcotylidae sono una famiglia di platelminti monogenei.

## Tassonomia
La famiglia conta le seguenti sottofamiglie:
- Anchoromicrocotylinae
- Atriasterinae
- Metamicrocotylinae
- Microcotylinae
- Prosomicrocotylinae
- Prostatomicrocotylinae
- Syncoelicotylinae